# Matvej Ivachnov
Matvej Andreevič Ivachnov (in russo Матвей Андреевич Ивахнов?; Volžskij, 21 luglio 2003) è un calciatore russo, attaccante del Murom.

## Carriera

### Club
Cresciuto nei settori giovanili di Dinamo Mosca e Lokomotiv Mosca, nel settembre del 2021 è stato acquistato dal Super Nova, formazione della seconda divisione lettone. Nel marzo del 2022 è tornato in Russia, passando al Krasava, in terza divisione. Il 5 luglio 2022 ha compiuto un doppio salto di categoria, firmando con il Fakel Voronež. Ha esordito in Prem'er-Liga il 24 luglio successivo, nell'incontro perso per 2-1 in casa dell'Achmat Groznyj.

### Nazionale
Ha giocato nella nazionale russa Under-18.

## Statistiche

### Presenze e reti nei club
Statistiche aggiornate al 10 settembre 2022.
| Stagione        | Squadra         | Campionato      | Campionato | Campionato | Coppe nazionali | Coppe nazionali | Coppe nazionali | Coppe continentali | Coppe continentali | Coppe continentali | Altre coppe | Altre coppe | Altre coppe | Totale | Totale |
| Stagione        | Squadra         | Comp            | Pres       | Reti       | Comp            | Pres            | Reti            | Comp               | Pres               | Reti               | Comp        | Pres        | Reti        | Pres   | Reti   |
| --------------- | --------------- | --------------- | ---------- | ---------- | --------------- | --------------- | --------------- | ------------------ | ------------------ | ------------------ | ----------- | ----------- | ----------- | ------ | ------ |
| set.-dic. 2021  | Super Nova      | 1L              | 4          | 1          | CL              | -               | -               |                    | -                  | -                  |             | -           | -           | 4      | 1      |
| mar.-giu. 2022  | Krasava         | 2D              | 11         | 1          | CR              | -               | -               |                    | -                  | -                  |             | -           | -           | 11     | 1      |
| 2022-2023       | Fakel Voronež   | PL              | 4          | 0          | CR              | 1               | 0               |                    | -                  | -                  |             | -           | -           | 5      | 0      |
| Totale carriera | Totale carriera | Totale carriera | 19         | 2          |                 | 1               | 0               |                    | -                  | -                  |             | -           | -           | 20     | 2      |